# Todeslager Osaritschi

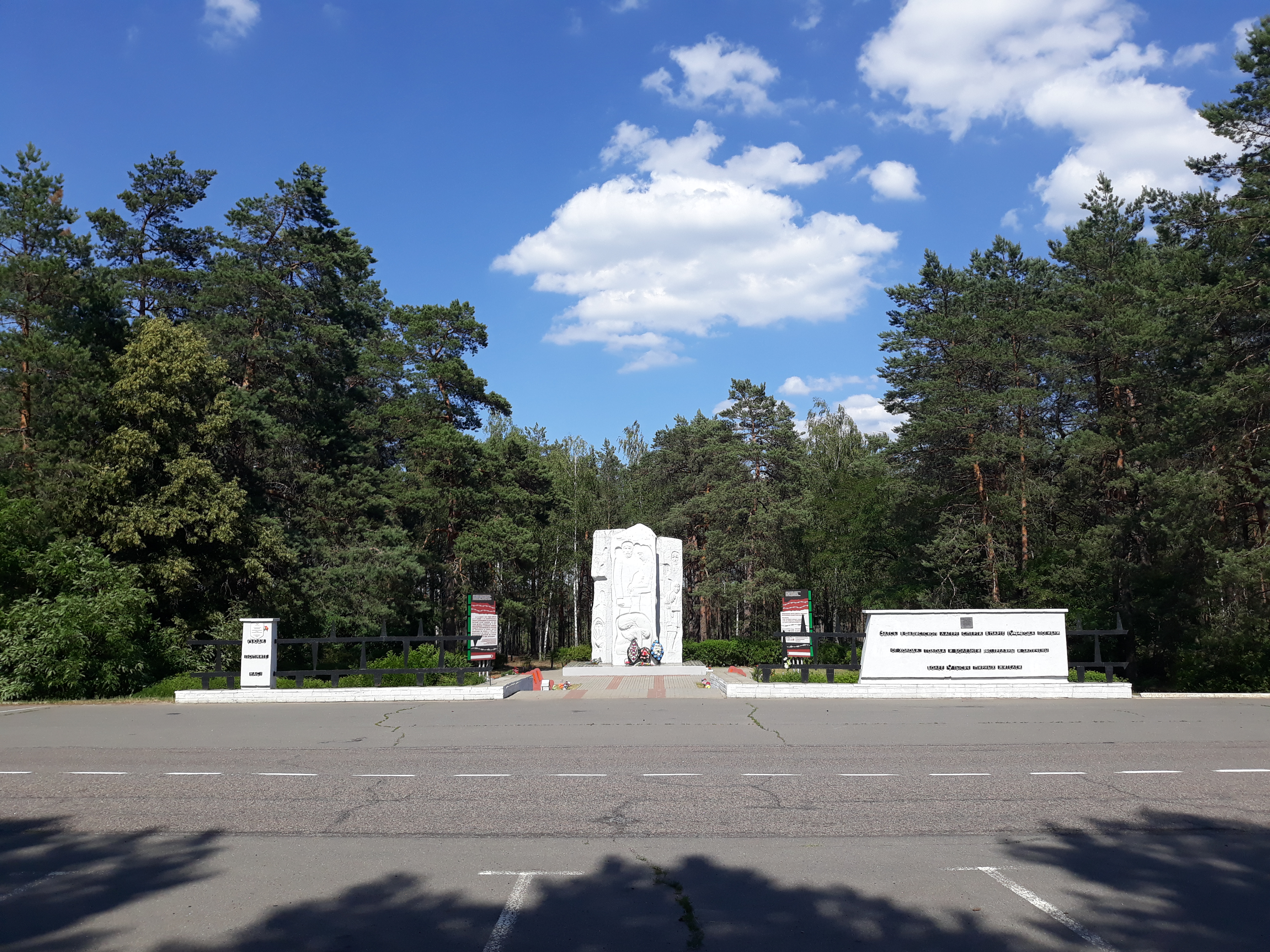
Denkmal für die Opfer

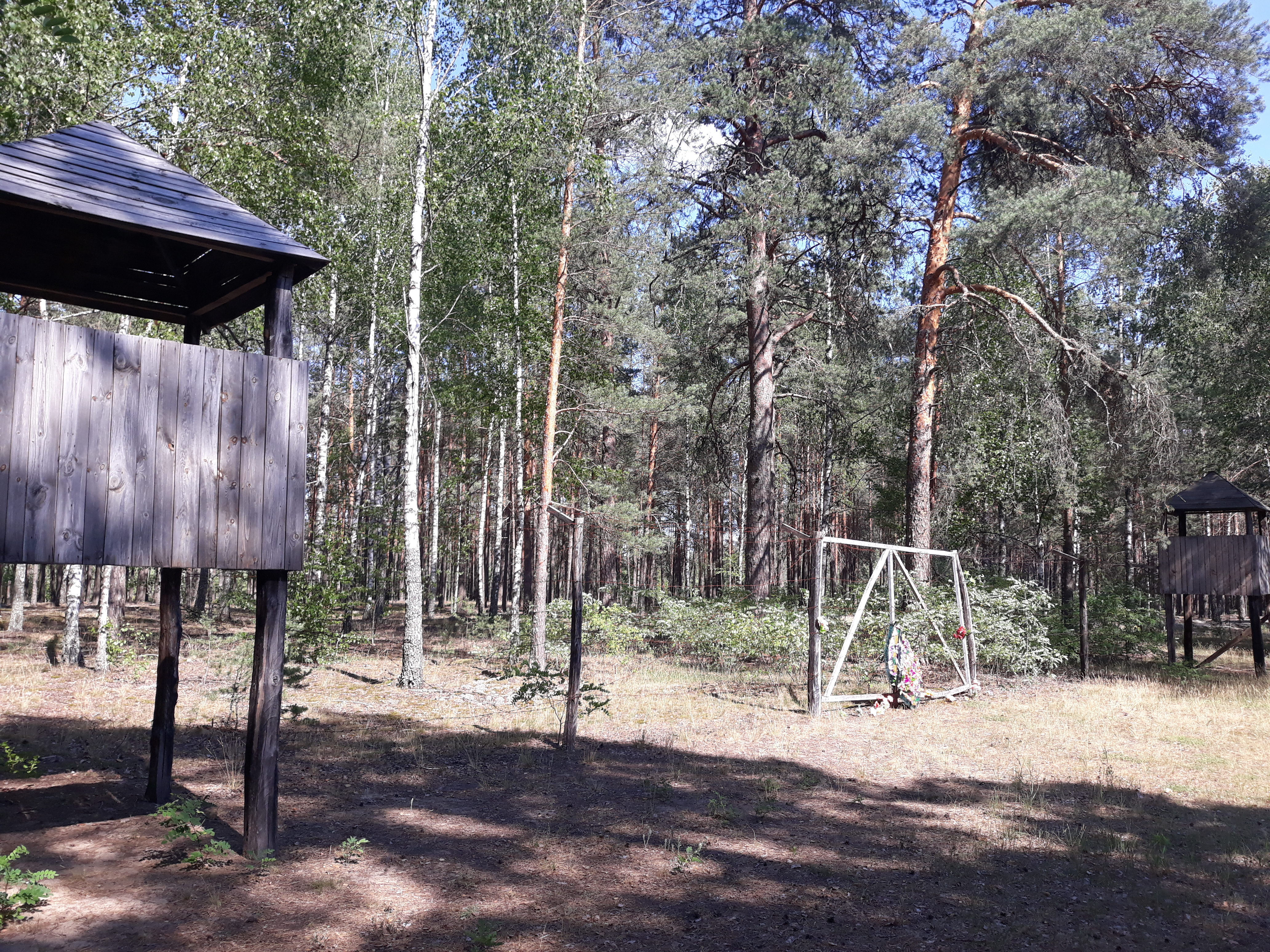
Lagerbereich am Denkmal

Das Todeslager Osaritschi lag in der Nähe des weißrussischen Dorfes Osaritschi, Kreis Kalinkawitschy, nördlich der Stadt Masyr. Dort betrieb die deutsche Wehrmacht vom 12. bis 19. März 1944 einen Lagerkomplex dreier organisatorisch zusammengehörender Einzellager für arbeitsunfähige Zivilisten. In nur einer Woche kamen dort mindestens 9000 Menschen ums Leben. Das Massensterben in diesen Lagern wird von Dieter Pohl, Historiker am Münchner Institut für Zeitgeschichte, als „eines der schwersten Verbrechen der Wehrmacht gegen Zivilisten überhaupt“ charakterisiert.

## Militärischer Hintergrund und Planung

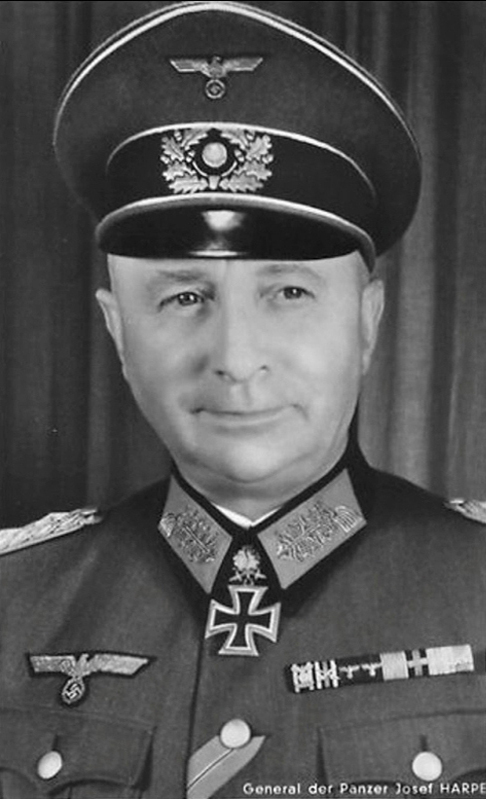
Der General der Panzertruppe Josef Harpe (1887–1968) gab im März 1944 den Befehl, das Todeslager anzulegen.

Aufgrund der hoffnungslosen militärischen Lage im Frühjahr 1944 musste die 9. Armee der Wehrmacht ihren Rückzug vorbereiten. Ihr Oberbefehlshaber Josef Harpe befahl im März 1944, arbeitsfähige Zivilisten zwangszurekrutieren und mitzunehmen; parallel waren deren arbeitsunfähige Angehörige, die sich nicht mehr selbst versorgen konnten, zu deportieren. Sie sollten alle in drei Notlagern bei der weißrussischen Ortschaft Osaritschi, nördlich der Stadt Masyr, konzentriert werden. Ziel der Aktion war es, in allen Korpsbereichen „Seuchenkranke, Krüppel, Greise und Frauen mit mehr als zwei Kindern unter zehn Jahren sowie sonstige Arbeitsunfähige loszuwerden bzw. nicht mehr versorgen zu müssen.“ Im Kriegstagebuch der 9. Armee vom 8. März 1944 heißt es dazu:
„Es ist geplant, aus der frontnahen Zone der Armee alle nicht arbeitsfähigen Einheimischen in den aufzugebenden Raum zu bringen und bei der Frontzurücknahme dort zurückzulassen, insbesondere die zahlreichen Fleckfieberkranken, die bisher in besonderen Dörfern untergebracht worden sind, um eine gesundheitliche Gefährdung der Truppe nach Möglichkeit auszuschalten. Der Entschluss, sich von dieser, auch ernährungsmäßig erheblichen Bürde nunmehr auf diese Weise zu befreien, ist vom AOK nach genauer Erwägung und Prüfung aller sich daraus ergebender Folgerungen gefasst worden.“

## Lager und Opfer
Bis zum 12. März 1944 wurden die drei Lager als mit Stacheldraht umzäunte Areale ohne Gebäude oder sanitäre Einrichtungen in diesem Sumpfgebiet in Frontnähe errichtet. Der 9. Armee unterstellte Infanterie-Divisionen, namentlich die 35. Infanterie-Division unter Generalleutnant Johann-Georg Richert sowie das Sonderkommando 7a der SS-Einsatzgruppe B, trieben mindestens 40.000 Zivilisten in diese improvisierten Lager.  Die Erfassungsaktionen in allen Divisionsbereichen setzte am frühen Morgen des 12. März 1944 ein. Erfassungskommandos der Divisionen fielen in den Dörfern ein. Sie errichteten lagerartige Sammelplätze, an denen Ärzte der jeweiligen Divisionen die Selektion der arbeitsunfähigen von den arbeitsfähigen Zivilisten durchführten. Als arbeitsunfähig eingeschätzte Menschen wurden von ihren arbeitsfähigen Angehörigen von den Soldaten oft mit Waffengewalt brutal getrennt. Besonders übereifrig beim Zusammentreiben der Menschen war die 20. Panzerdivision, die 7000 Zivilisten zu viel zusammengetrieben hatte, die nicht mehr per Eisenbahn abtransportiert werden konnten und in extra zu diesem Zweck geräumten Ortschaften im Bereich des LV. Korps verbleiben mussten. Neben der 35. ID und 20. Panzerdivision waren bei diesen Erfassungsaktionen die 36. ID, 110. ID, 129. ID, 134. ID, 296. ID sowie die 5. Panzer-Division beteiligt.
Die als nicht arbeitsfähig selektierten Menschen aus den Bereichen des XXXXI. und LVI. Korps, die den Auffanglagern am nächsten lagen, wurden mit Fahrzeugen oder zu Fuß zu den Lagern gebracht, zwischen dem 12. und 14. März jeweils Gruppen von 5000 bis 6000 Menschen. Aus den weiter entfernten Bereichen des XXXXI. und LV. Korps erfolgten Bahntransporte. Da die Kapazitäten nicht ausreichten und sich unter den Menschen ein hoher Anteil an Kindern und Säuglingen befand, wurde festgelegt, dass in die für die Transporte bereitgestellten Viehwaggons bis zu 65 und mehr Menschen aufzunehmen waren.
Bereits auf dem von Soldaten der beteiligten Infanterie-Divisionen und dem Sonderkommando 7a eskortierten Weg in diese improvisierten Lager im Raum Osaritschi starben viele Menschen: „Mindestens 500 von ihnen, darunter Kinder, wurden von den Begleitmannschaften erschossen, weil sie nicht mehr weiterlaufen konnten.“ Nach Angaben des deutschen Sicherheitsdienstes wurden die Lager mit 46.000 arbeitsunfähigen Zivilisten belegt. Das Oberkommando der 9. Armee wertete dies als Erfolg:
„Die Erfassungsaktion hat für das gesamte Gefechtsgebiet eine wesentliche Erleichterung gebracht. Die Wohngebiete wurden erheblich aufgelockert und für Truppenunterkünfte frei. Für nutzlose Esser wird keine Verpflegung mehr verbraucht. Durch Abschieben der Seuchenkranken wurden die Infektionsherde bedeutend verringert.“
Nicht nur auf dem Transport, sondern auch nach erfolgter Internierung schossen die Wachmannschaften der 35. Infanterie-Division „oft beim geringsten Anlass oder ganz ohne Grund, auch auf Kinder (…) sogar auf Versuche der Internierten hin, vom Sumpfwasser zu trinken.“
In den improvisierten Lagern in freiem bewaldeten Sumpfgebiet, ohne Unterkünfte oder auch nur einfache sanitäre Anlagen zur Verrichtung der Notdurft, war es den eingesperrten Zivilisten verboten, Feuer anzuzünden, um die Rote Armee nicht schon vor dem geplanten Rückzug auf ihre Existenz aufmerksam zu machen. Nachdem die Transporte in die Lager abgeschlossen waren, rückten die Wehrmachtseinheiten bis auf kleine Wachkommandos ab, ehe am 17. März auch diese sich auf die neue Hauptkampflinie der 35. Infanterie-Division zurückzogen. Ein Ausbrechen der Menschen wurde durch Granatwerferfeuer verhindert.
Da die Menschen in den Lagern völlig unzureichend mit Nahrungsmitteln versorgt waren und in größerer Zahl Typhuskranke ins Lager kamen, waren bis zum Eintreffen der Roten Armee am 19. März bereits 9000 Menschen zu Tode gekommen. Nach weißrussischen Quellen könnten es insgesamt 20.000 Todesopfer gewesen sein. Wie viele Menschen nach dem 19. März 1944 noch an Typhus oder Entkräftung starben, lässt sich nicht mehr ermitteln. Eine sowjetische Untersuchungskommission gibt an, bis zum 31. März seien bei den Überlebenden 1526 Typhusfälle aufgetreten.

## Gerichtliche Ahndung
Die „Außerordentliche Staatliche Kommission zur Feststellung der Verbrechen der deutsch-faschistischen Eroberer“ erhob in ihrem Abschlussbericht vom 6. Mai 1944 den Vorwurf, die Wehrmacht habe bewusst Typhuskranke in die Lager gebracht, um die Seuche zu verbreiten. Den Bericht legte die sowjetische Anklagebehörde im Nürnberger Prozess gegen die Hauptkriegsverbrecher als „Beweisdokument USSR-4“ vor. In der UdSSR sollten unter anderen die Generäle Harpe und Richert vor Gericht gestellt werden. Richert, der im Unterschied zu Harpe in sowjetische Gefangenschaft geraten war, wurde Ende Januar 1946 im Minsker Prozess zum Tode verurteilt und hingerichtet. Gerade weil die sowjetischen Kriegsverbrecherprozesse als Teile der sowjetischen Rechtsprechung nicht liberalen westlichen Rechtsauffassungen entsprachen, erscheint es bemerkenswert, dass Richert ausschließlich wegen seiner Mitverantwortung für den Tod Tausender Menschen in den Lagern von Osaritschi verurteilt wurde, während die von der Anklage erhobenen Vorwürfe der Mitverantwortung für „bewusst biologische Kriegführung“ mittels systematischer herbeigeführter Typhusansteckungen im Urteil nicht bestätigt wurden.

## Historische Einordnung
In der geschichtswissenschaftlichen Literatur hat das hauptsächlich von der Wehrmacht verantwortete „größte Verbrechen beim Rückzug, die Morde an erschöpften Zivilisten in den Evakuierungslagern um Osaritschi“, bei dem die „Sicherheitspolizei eher peripher beteiligt war“, mittlerweile eine relativ breite Rezeption gefunden. Der Internierungs-, Konzentrations- und Todescharakter der Lager lässt mehrere Bezeichnungen zu. Während Dieter Pohl von „Evakuierungslagern“ für Zivilisten spricht, nennt der Osteuropa-Historiker Hans-Heinrich Nolte sie Konzentrationslager. Neben dem durch Hunger und Seuchen verursachten Massensterben wurden viele Menschen willkürlich erschossen, so dass die Morde auch den Charakter eines Massakers hatten. So sieht Christian Gerlach diese Internierung von Zivilisten explizit als „Todeslager“. Die offizielle Website der Gedenkstätte Chatyn, die Osaritschi eine eigene Seite widmet, schreibt uneinheitlich „Lager“, „Konzentrationslager“ und „Todeslager“. Hans-Heinrich Nolte resümiert: „Das Verbrechen entspricht der Behandlung sowjetischer Kriegsgefangener durch die Wehrmacht im Winter. Es hat auch Ähnlichkeiten mit dem Verhungern von Juden sowie von 'nicht arbeitsfähigen' Menschen, wenn bei Partisanenaktionen Arbeitskräfte zwangsweise ins Reich gebracht wurden. Das Verbrechen entspricht in vielem dem generellen Charakter des deutschen Kriegs gegen die UdSSR, präzis auch in dem Wunsch, ‚unnütze’ Menschen nicht zu ernähren.“ Insofern ist Osaritschi in einer langen Kette schon vor dem Überfall auf die UdSSR einkalkulierten Maßnahmen der Hungerpolitik gegen „unnütze Esser“ und Arbeitsunfähige zu verorten, die man bereit war, aus angeblichen kriegswirtschaftlichen Sachzwängen verhungern zu lassen.